# Tends-moi la main
Pour plus de détails, voir Fiche technique et Distribution.
Tends-moi la main est un film français réalisé par Franck Llopis, sorti en 2019.

## Fiche technique
- Titre original : Tends-moi la main
- Réalisation : Franck Llopis
- Scénario : Franck Llopis
- Décors :
- Costumes :
- Photographie : Chris Imberdis
- Montage : Lawrence Faudot
- Musique : Christophe Allemand
- Production : Franck Llopis
- Sociétés de production : Les Films à fleur de peau et Côté Cour
- Société de distribution : Les Films à fleur de peau
- Pays d'origine :  France
- Langue originale : français
- Format : couleur
- Genre : Drame
- Durée : 87 minutes
- Dates de sortie :
  -  France : 29 mai 2019

## Distribution
- Franck Llopis : William
- Pierre Raffy : Tristan
- Pascal Sauvalle : Manu
- Alexia Sanchis : Mathilde
- Felix Caupert : Mozart
- Vadis Ait Aissi : Titus
- Anthony Hocq : l'Élégant
- Chantal Baroin : Marion